# محمد المغربي (لاعب كرة قدم)
محمد المغربي هو لاعب كرة قدم ليبي من مواليد 19 أبريل 1985، يشغل مركز مدافع أيسر ضمن صفوف فريق أهلي طرابلس في دوري الدرجة الأولى الليبي لكرة القدم وتعرض لماحوله اغتيال في 2013 اوعتزل لعب ويعود الآن الي الشط غام 2017.

## إنجازاته
أهلي طرابلس :
- كأس ليبيا لكرة القدم
  - البطولة : 2006

## روابط خارجية
- محمد المغربي على موقع الاتحاد الدولي (مؤرشف)  (الإنجليزية)
- محمد المغربي على موقع قاعدة بيانات كرة القدم.إي يو (الإنجليزية)
- محمد المغربي على موقع ناشيونال فوتبول تيمز (الإنجليزية)